# Эво (город)
Эво (фр. Ewo) — город в Республике Конго, центр департамента Западный Кювет. Расположен на высоте 534 метра над уровнем моря. Население на 2010 год — 6670 человек.
Среднегодовая температура воздуха — 25,7°С. Годовая сумма осадков — 1831 мм. Наибольшее их количество выпадает с октября по ноябрь, наименьшее — с июня по август. Среднегодовая скорость ветра — 2,1 м/с.
| Показатель              | Янв.  | Фев. | Март  | Апр.  | Май   | Июнь  | Июль  | Авг.  | Сен.  | Окт.  | Нояб. | Дек.  | Год  |
| ----------------------- | ----- | ---- | ----- | ----- | ----- | ----- | ----- | ----- | ----- | ----- | ----- | ----- | ---- |
| Средняя температура, °C | 25,31 | 25,5 | 25,49 | 25,48 | 25,98 | 26,85 | 27,44 | 27,05 | 25,53 | 24,93 | 24,77 | 25,01 | 25,7 |
| Норма осадков, мм       | 139   | 152  | 198   | 199   | 197   | 57    | 17    | 50    | 159   | 254   | 228   | 181   | 1831 |
| Источник: Gaisma        |       |      |       |       |       |       |       |       |       |       |       |       |      |